# Суліми (Піський повіт)
Суліми (пол. Sulimy, нім. Sulimmen) — село в Польщі, у гміні Біла Піська Піського повіту Вармінсько-Мазурського воєводства.
Населення — 226 осіб (2011).
У 1975-1998 роках село належало до Сувальського воєводства.

## Демографія
Демографічна структура станом на 31 березня 2011 року:
|          | Загалом | Допрацездатний вік | Працездатний вік | Постпрацездатний вік |
| -------- | ------- | ------------------ | ---------------- | -------------------- |
| Чоловіки | 113     | 35                 | 66               | 12                   |
| Жінки    | 113     | 26                 | 54               | 33                   |
| Разом    | 226     | 61                 | 120              | 45                   |